# Umlaut heavy metal
Pour les articles homonymes, voir Heavy metal (homonymie).

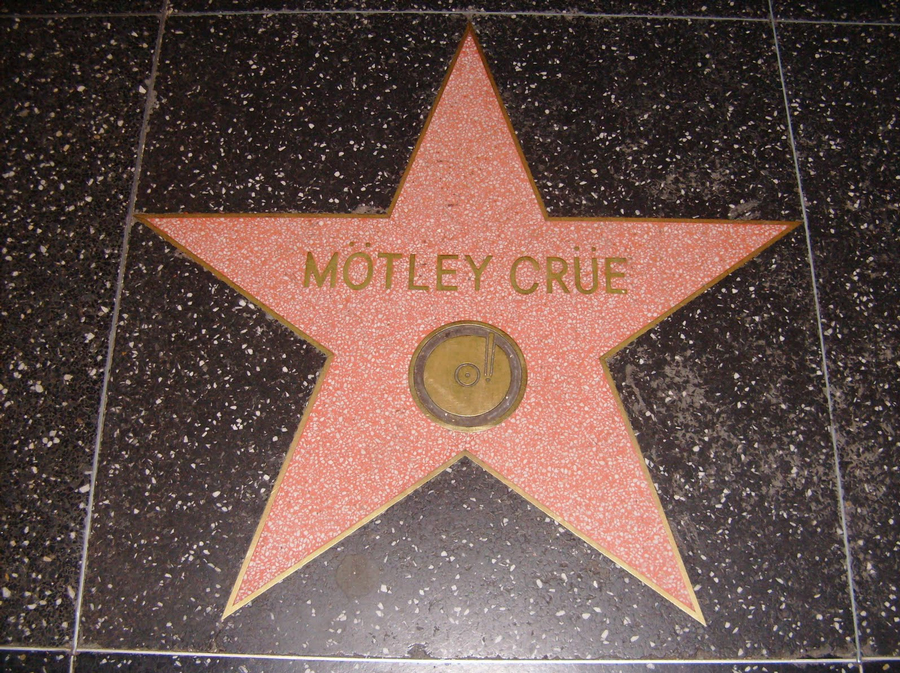
Etoile de Mötley Crüe sur le Hollywood Walk of Fame.

L'umlaut heavy metal, aussi appelé röck döts, est un umlaut ou autre caractère diacritique, placé de manière plus ou moins gratuite au-dessus d'une ou plusieurs des lettres du nom d'un groupe de heavy metal pour lui donner une image ou un aspect teutonique ou nordique.
Il n'est généralement pas pris en compte dans la prononciation du nom du groupe concerné.

## Histoire
Apparu à la fin des années 60, le groupe de rock progressif allemand Amon Düül (Düül renvoie à un personnage légendaire turc) est cité comme précurseur de la vogue de l'umlaut. Cependant, c'est à Blue Öyster Cult, en 1971, qu'on fait remonter le premier véritable umlaut « façon heavy metal ». La paternité en reste incertaine, entre le producteur et manager Sandy Pearlman, qui a proposé le nom du groupe, le musicien Allen Lanier, qui pourrait être le premier à avoir introduit l'idée d'umlauts gratuits, et le critique de rock Richard Meltzer (en), qui affirme y avoir pensé à cause de « l'aspect wagnérien » du heavy metal.
Sur leur deuxième album In Search of Space (1971), Hawkwind inscrit sur l'arrière de la couverture "TECHNICIÄNS ÖF SPÅCE SHIP EÅRTH THIS IS YÖÜR CÄPTÅIN SPEÄKING YÖÜR ØÅPTÅIN IS DEA̋D" (Techniciens du vaisseau spatial Terre, votre capitaine vous parle : Votre capitaine est mort). En sus de l'umlaut, les lettres Ø (utilisée en danois, norvégien et féroïen) et Å (danois, suédois, norvégien) apparaissent dans le texte. Le signe diacritique sur le dernier " A̋ " est un "umlaut hongrois" ou double accent aigu (˝), figurant des accents aigus à la place des points. Toutefois, le hongrois n'utilise ni le double accent aigu (˝) ni l'umlaut traditionnel allemand (Ä) sur la lettre "A", tandis que (˝) est seulement utilisé sur les lettres "Ő" et "Ű" ; "A̋" existe cependant en dialectologie slovaque, pour différencier le " A̋ " long du " Ä " bref, alors que le slovaque standard n'utilise que "Ä".
Motörhead suit en 1975, l'idée d'utiliser l'umlaut provenant de Lemmy, chanteur principal et bassiste du groupe (auparavant dans Hawkwind), qui déclare « Je l'ai seulement mis là pour avoir l’air méchant » (« I only put it in there to look mean »). La prononciation allemande de Motör, qui n'existe pas dans cette langue, serait similaire au français moteur, tandis que Motor, correctement écrit en allemand, se prononce comme motor en anglais. De façon similaire, Lemmy suggère à Würzel d’ajouter un umlaut à son nom pour la même raison. Le groupe Hüsker Dü se lance en janvier 1979, affiliés plus au punk qu'au heavy metal. Leur nom est dérivé du jeu de plateau Hūsker Dū?, qui peut se traduire par « Te souviens-tu ? » (les barres au-dessus des "u" sont des macrons, et non des umlauts), bien que ces signes n’apparaissent normalement pas en danois.
Mötley Crüe se forme ensuite en 1980 ; selon Vince Neil, dans l'épisode consacré au groupe par l'émission Behind the Music, l'inspiration leur est venu d'une bouteille de Löwenbräu. Par la même occasion, ils décident d'appeler leur label "Leathür Records". Pendant un de leurs concerts en Allemagne, tout le public commença à scander le nom du groupe comme il se prononcerait en allemand avec les umlauts ([ˈmœtli ˈkʁyːə]), ce que se produisit aussi en Hongrie.
Queensrÿche, qui débuta sous ce nom en 1981, choisit d'aller encore plus loin en plaçant l'umlaut sur le Y dans leur nom (ÿ correspond au digramme ij en néerlandais). Le meneur du groupe, Geoff Tate déclare « L'umlaut sur le 'y' nous a hanté pendant des années. Nous avons passé onze ans à essayer d’expliquer comment le prononcer. » Contrairement à d'autres exemples, le choix d'écriture de Queensrÿche a été choisi pour adoucir l'image du groupe, car il craignait que l'orthographe originelle, Queensreich, soit reliée à des connotations néo-nazies.
Le documentaire parodique This Is Spın̈al Tap reprend l'umlaut en le plaçant sur une consonne, le « n ». Ce choix sera conservé par le groupe parodique Spın̈al Tap.
L'umlaut a aussi été utilisé par des artistes sans lien avec le heavy metal, comme le groupe norvégien Röyksopp et le chanteur de RnB Jason Derulo (sur la pochette de son premier album).
Le titre du jeu vidéo Brütal Legend, où le personnage principal est un roadie de groupe de heavy metal, utilise aussi l'umlaut.

## Groupes le portant

### Groupes de pays anglophones
- Blue Öyster Cult[7] – Groupe de hard rock américain.
- The Crüxshadows – Groupe de dark wave américain.
- Dälek – Groupe de hip-hop américain.
- Death in June – Groupe de folk et de musique expérimentale britannique : ils utilisent des umlauts et des « e » accentués dans leurs albums pour leurs titres et l'orthographe du nom du groupe : The Wörld Thät Sümmer (1985) et Thé Wäll öf Säcrificé (1989), portent leur nom sous les formes respectivement de Deäth In Jüne et Déäth in Jüné.
- Deströyer 666 – Groupe de thrash/black metal.
- Dethklok – Groupe de metal fictif tiré du cartoon Metalocalypse, dont le nom est parfois écrit "Dëthkløk".
- Green Jellÿ[3] – Groupe de comedy rock, originellement nommé, et toujours prononcé Green Jellö.
- Hüsker Dü[3] – Groupe de punk rock américain.
- Lääz Rockit – Groupe de thrash metal américain.
- Läther – Album de Frank Zappa utilisant un umlaut dans son titre.
- Leftöver Crack – Groupe d'anarcho-punk américain.
- Maxïmo Park – Groupe de rock indépendant britannique.
- Mötley Crüe[7] – Groupe de glam metal américain.
- Motörhead[7] – Groupe de heavy metal britannique.
- Night on Bröcken – Premier album du groupe de metal progressif américain Fates Warning.
- Queensrÿche[7] – Groupe de metal progressif américain.
- Rrröööaaarrr[3] et Dimension Hatröss[6] – Albums du groupe de thrash metal canadien Voivod. Ils l'utilisent également pour les morceaux Korgüll the Exterminator et Chaosmöngers, respectivement sur Rrröööaaarrr et Dimension Hatröss[6].
- Rusted Root – Groupe américain utilisant dans leur logo un umlaut à trois points sur le "e".
- Spın̈al Tap[3],[8] – Groupe britannique semi-fictif, avec un "i" sans point et un umlaut sur le "n".

### Groupes originaires d'autres pays
- Crashdïet – Groupe de glam metal suédois.
- Die Ärzte[6] – Groupe de punk rock allemand, portant trois points sur le "Ä" depuis leur album Geräusch paru en 2003. La version normale, avec deux points, signifie en allemand "Les Docteurs".
- Dünedain – Groupe de power/heavy metal espagnol.
- Flëur – Groupe d'ethereal wave (ou heavenly voices) ukrainien.
- Girugämesh – Groupe de rock japonais.
- Infernal – Groupe danois de musique électronique, stylisé Infërnal sur leur album Waiting for Daylight.
- Lörihen – Groupe de heavy metal argentin.
- Mägo de Oz – Groupe de folk metal espagnol.
- Mütiilation – Groupe de black metal français.

## Jeux vidéo
- Brütal Legend – Jeu vidéo d'action-aventure.
- Lars Ümlaüt – Personnage de la série Guitar Hero, notamment GHII et GHIII.